# Erandique (ort)
Erandique är en ort i Honduras.   Den ligger i departementet Departamento de Lempira, i den västra delen av landet, 140 km väster om huvudstaden Tegucigalpa. Erandique ligger 1 266 meter över havet och antalet invånare är 1 882.
Terrängen runt Erandique är huvudsakligen kuperad, men söderut är den bergig. Runt Erandique är det ganska tätbefolkat, med 58 invånare per kvadratkilometer. Närmaste större samhälle är San Sebastián, 4,0 km nordväst om Erandique. 